# Pierre Rosenstiehl
Pierre Rosenstiehl, né le 5 décembre 1933 à Dijon et mort le 28 octobre 2020 sur l'île de Milos en Grèce, est un mathématicien français.

## Biographie
Il est élève de l'École Polytechnique (promotion X1955) où il se spécialise en phénomènes aléatoires avec le professeur Paul Lévy, puis effectue sa thèse au Case Institute of Technology à Cleveland aux États-Unis, thèse qui porte sur la « régulation du trafic aérien des futurs avions à réaction dans le ciel de Chicago ».
Il est directeur d'études à l'École des hautes études en sciences sociales de Paris et professeur de modélisation mathématiques à HEC Paris.[réf. nécessaire]
Il est également membre de l'Oulipo.

## Travaux scientifiques
Son travail se concentre sur la théorie des graphes : Rosenstiehl est connu pour ses recherches sur les graphes planaires et les tracés de graphe. Le critère de planarité de Fraysseix-Rosenstiehl est à l'origine de l'algorithme de planarité gauche-droite, mis en œuvre dans le logiciel Pigale, considéré comme l'algorithme de test de planarité le plus rapide.
Pierre Rosenstiehl est rédacteur en chef de la revue Journal européen de combinatoire sur la combinatoire. Pierre Rosenstiehl, Giuseppe Di Battista, Peter Eades (en) et Roberto Tamassia organisent en 1992 à Marino (Italie) un séminaire consacré au tracé de graphes, qui inaugure une longue série de conférences internationales.
En combinatoire et en informatique théorique, Rosenstiehl a notamment travaillé avec Paul Lévy, John Little, Georges-Théodule Guilbaud, Marcel-Paul Schützenberger, André Lichnerowicz, Claude Berge, Alain Ghouila-Houri, Robert E. Tarjan, Kurt Mehlhorn, Ronald C. Read et Bojan Mohar.

## Oulipo
Après en avoir été l'invité d'honneur de l'Oulipo en 1979 avec sa femme artiste  Agnès Rosenstiehl (puis seul en 1985), Pierre Rosenstiehl y est coopté en 1992 pour ses talents en théorie des graphes et sa passion pour les labyrinthes. Il établit notamment pour Jacques Jouet le graphe d'un circuit optimisé du réseau du métro de Paris, afin que ce dernier compose en une journée un long poème de métro de toutes les stations,. Il a aussi travaillé avec Roland Barthes.

## Distinctions
- 2002 : Chevalier de la Légion d'honneur[5]

## Vie privée
Pierre Rosenstiehl est marié avec l'autrice et illustratrice Agnès Rosenstiehl (créatrice de Mimi Cracra), avec laquelle il a publié Paris-Pékin par le Transsibérien.

## Publications

### Ouvrages
- Pierre Rosenstiehl et Agnès Rosenstiehl, Paris Pékin par le transsibérien, Gallimard, 1980
- Jacques Jouet et Pierre Rosenstiehl, Frise du métro parisien, Paris, Oulipo, 1998, 32 p. (SUDOC 049816748)
- Pierre Rosenstiehl, Le Labyrinthe des jours ordinaires, Seuil, 2013 (ISBN 978-2021089530)

### Articles
- Pierre Rosenstiehl, « L’invention du labyrinthe : Dédale géomètre : ruse contre malice », Le Genre humain, nos 24-25,‎ janvier 1992, p. 183-191 (DOI 10.3917/lgh.024.0183, lire en ligne)
- (en) Hubert de Fraysseix, Patrice Ossona de Mendez et Pierre Rosenstiehl, « Bipolar orientations revisited », Discrete Applied Mathematics, vol. 56, nos 2-3,‎ janvier 1995, p. 157–179 (DOI 10.1016/0166-218X(94)00085-R, lire en ligne)
- (en) Hubert de Fraysseix, Patrice Ossona de Mendez et Pierre Rosenstiehl, « Trémaux Trees and Planarity », International Journal of Foundations of Computer Science, vol. 17, no 5,‎ 2006, p. 1017–1030 (DOI 10.1142/S0129054106004248, arXiv math/0610935)
- Pierre Rosenstiehl, « Déposé au centre, le butin n’appartient plus à personne. Lectures », Le Genre humain, no 53,‎ février 2012, p. 145-149 (DOI 10.3917/lgh.053.0145, lire en ligne)